# 楢原町 (八王子市)
楢原町（ならはらまち）は、東京都八王子市の地名である。丁番を持たない単独町名であり、住居表示未実施区域。郵便番号は193-0803（八王子西郵便局管区）。

## 地理
八王子市中央部の、浅川（北浅川）と川口川に挟まれた楢原台地の南部に位置する。北部の楢原交差点で、市内を南北に縦断する秋川街道と、市内北部を東西に横断する高尾街道が交差し、南部を中央自動車道が通過する。
東で犬目町・中野町、西で川口町・諏訪町・四谷町・泉町、南で清川町・中野上町、北で犬目町と隣接する。

### 地価
住宅地の地価は、2014年（平成26年）1月1日の公示地価によれば、楢原町388番7外の地点で11万9000円/平方メートルとなっている。

## 歴史

### 沿革
- 1889年（明治22年）4月1日 - 町村制施行により、神奈川県南多摩郡楢原村が下川口村、上川口村、犬目村、山入村と合併し、川口村が成立する。楢原村は川口村大字楢原となる。
- 1955年（昭和30年）4月1日 - 川口村が八王子市へ編入。川口村大字楢原は八王子市大字楢原となる。
- 1956年（昭和31年）10月1日 - 町名変更により八王子市大字楢原が八王子市楢原町となる。

## 世帯数と人口
2017年（平成29年）12月31日現在の世帯数と人口は以下の通りである。
| 町丁   | 世帯数    | 人口    |
| ------ | --------- | ------- |
| 楢原町 | 3,909世帯 | 8,647人 |

## 小・中学校の学区
市立小・中学校に通う場合、学区は以下の通りとなる。
| 番地 | 小学校               | 中学校               |
| --- | -------------------- | -------------------- |
| 1271番地、1581番地 | 八王子市立楢原小学校 | 八王子市立第二中学校 |
| 1〜473番地、480番地、563番地2、564番地2 565番地2、566番地2、587〜600番地、968〜977番地 980番地2・172、982番地1・4〜5、983〜1035番地 1041〜1270番地、1272〜1462番地、1479〜1480番地 1487〜1493番地、1496番地1・3、1497〜1498番地 1578〜1580番地、1582〜1600番地                                                                              | 八王子市立楢原小学校 | 八王子市立楢原中学校 |
| 474〜479番地、481〜562番地、563番地1・3 564番地1・3〜4、565番地1・3〜4、566番地1・3〜5 567〜586番地、605〜612番地、815〜967番地 978〜979番地、980番地1・3〜10・12〜18・20〜30 980番地32〜60・64〜77・79〜83・85・89〜90 980番地93〜99・101〜148・152・168、981番地 982番地2〜3・6〜8・10〜14、1036〜1040番地 1800〜1818番地、1820〜1821番地 | 八王子市立陶鎔小学校 | 八王子市立楢原中学校 |
| 601〜604番地、613〜814番地、1463〜1478番地 1481〜1486番地、1494〜1495番地、1496番地2 1496番地4〜5、1499〜1577番地、1601〜1611番地 1819番地 | 八王子市立松枝小学校 | 八王子市立楢原中学校 |

## 交通

### 道路・橋梁
- 東京都道32号八王子五日市線（秋川街道）
- 東京都道46号八王子あきる野線（高尾街道）
- 東京都道176号楢原あきる野線（高尾街道）
- 楢原橋（浅川）
- 松枝橋（浅川）

### 路線バス
- 西東京バス
  - 京王・JR八王子駅〜楢原町〜武蔵五日市駅・サマーランド・秋川駅
  - 京王・JR八王子駅〜楢原町〜川口小学校・上川霊園
  - 京王・JR八王子駅〜工学院大学西〜楢原町
  - 西八王子駅〜八王子市役所〜楢原町
- はちバス
  - 東海大学八王子病院〜楢原町〜北の根東（川口町）

## 施設

### 教育
- 八王子市立楢原小学校
- 八王子市立松枝小学校
- 八王子市立楢原中学校
- 東京都立八王子北高等学校

### 金融機関
- 西武信用金庫楢原支店

### 神社
- 鹿島神社

### 商業
- 西東京バス楢原営業所
- コピオ楢原
  - スーパーアルプス楢原店
  - DCM楢原店

### 企業
- ウドノ医機楢原工場

### 公共施設
- 八王子消防署楢原出張所
- 東京都水道局楢原給水所（応急給水拠点）
- 楢原町自転車保管所
- 親子つどいの広場楢原
- 楢原斎場

## 史跡
- 楢原遺跡（縄文時代中期の遺跡）